# Contrassegno per le esercitazioni di guida

Contrassegno italiano per le esercitazioni alla guida

Contrassegno italiano per i veicoli utilizzati dalle autoscuole

Versione anteriore del contrassegno italiano

Il contrassegno per le esercitazioni di guida è un contrassegno da esporre sui veicoli per segnalare che il conducente sta effettuando un'esercitazione o un esame per il conseguimento della patente di guida. Nei paesi dove è adottato, il contrassegno è obbligatorio e sono previste sanzioni per chi non lo espone, oppure non lo fa correttamente.

## Italia
In Italia, il contrassegno è composto dalla lettera P (iniziale del termine principiante) di colore nero su fondo bianco retroriflettente. Il Regolamento di attuazione del codice della strada disciplina anche le misure che i contrassegni devono avere: quello posteriore deve misurare 30x30 centimetri, mentre quello anteriore ha formato 12x15 centimetri.
Entrambi i contrassegni vengono esposti in maniera tale che non sia ostacolata la visibilità sia da parte del conducente, sia da parte del suo accompagnatore.
Per le autoscuole italiane, il contrassegno con la lettera P è invece sostituito da un pannello rettangolare recante la scritta "SCUOLA GUIDA"; anche tale contrassegno ha sfondo bianco retroriflettente e caratteri neri.

### Guida accompagnata
I contrassegni "GA" vengono utilizzati sui veicoli per le esercitazioni di conducenti minorenni con almeno 17 anni, già titolari di patenti A1 o B1, purché debitamente autorizzati dopo aver effettuato almeno dieci ore di corso pratico di guida, a condizione che abbiano a fianco un accompagnatore titolare di patente B o superiore da almeno dieci anni. Le modalità di esposizione del contrassegno "GA" coincidono con quelle previste per il contrassegno "P".
Tali contrassegni conservano le stesse misure di quelli per principianti e recano le iscrizioni "GA" di colore nero su sfondo giallo retroriflettente. I contrassegni per guida accompagnata sono sostituiti, sui veicoli delle autoscuole, dai pannelli recanti l'iscrizione "SCUOLA GUIDA".

Variante posteriore
Variante anteriore

## Contrassegno per le esercitazioni in altri Paesi

### San Marino
Nella Repubblica di San Marino, il contrassegno per esercitarsi alla guida viene fornito direttamente dall'Ufficio Registro Automezzi e si applica nella parte posteriore del veicolo.

### Svizzera

Contrassegno svizzero per le esercitazioni di guida

In Svizzera, il contrassegno per le esercitazioni di guida identifica i veicoli utilizzati da conducenti che siano in possesso della licenza di allievo conducente. Il contrassegno reca la lettera L di colore bianco su fondo azzurro e deve essere applicato sulla parte posteriore del veicolo. L'omessa esposizione del contrassegno comporta il pagamento di una somma di denaro.

### Paesi di lingua inglese
Nei Paesi di lingua inglese è comune l'utilizzo di contrassegni recanti la lettera L (iniziale di learner). In particolare, nel Regno Unito il contrassegno "P" indica che il conducente ha superato da poco l'esame e non è obbligatorio, mentre i contrassegni "L" indicano che il veicolo è in uso da una persona che si sta esercitando alla guida.

### Asia
Ad Hong Kong il contrassegno per le esercitazioni di guida contiene il carattere 學, mentre in Giappone lo shoshinsha assume lo stesso significato.